# Pheroliodes rotundatus
Pheroliodes rotundatus är en kvalsterart som först beskrevs av Berlese 1913.  Pheroliodes rotundatus ingår i släktet Pheroliodes och familjen Pheroliodidae. Inga underarter finns listade i Catalogue of Life.